# Theo Robinson
Theo Robinson (Birmingham, 22 gennaio 1989) è un calciatore giamaicano con cittadinanza britannica, attaccante del Bromsgrove Sporting.

## Carriera

### Club
Ha giocato una partita nella massima serie inglese con il Watford e 10 partite nella massima serie scozzese con il Motherwell, oltre che con vari club nella seconda divisione inglese (lo stesso Watford, Millwall, Derby County, Huddersfield Town e Doncaster).

### Nazionale
Nel 2013 ha giocato 7 partite con la nazionale giamaicana, tutte in partite di qualificazione ai Mondiali del 2014.

## Statistiche

### Cronologia presenze e reti in nazionale
| Cronologia completa delle presenze e delle reti in nazionale ― Giamaica | Cronologia completa delle presenze e delle reti in nazionale ― Giamaica | Cronologia completa delle presenze e delle reti in nazionale ― Giamaica | Cronologia completa delle presenze e delle reti in nazionale ― Giamaica | Cronologia completa delle presenze e delle reti in nazionale ― Giamaica | Cronologia completa delle presenze e delle reti in nazionale ― Giamaica | Cronologia completa delle presenze e delle reti in nazionale ― Giamaica | Cronologia completa delle presenze e delle reti in nazionale ― Giamaica |
| Data                                                                    | Città                                                                   | In casa                                                                 | Risultato                                                               | Ospiti                                                                  | Competizione                                                            | Reti                                                                    | Note                                                                    |
| ----------------------------------------------------------------------- | ----------------------------------------------------------------------- | ----------------------------------------------------------------------- | ----------------------------------------------------------------------- | ----------------------------------------------------------------------- | ----------------------------------------------------------------------- | ----------------------------------------------------------------------- | ----------------------------------------------------------------------- |
| 6-2-2013                                                                | Città del Messico                                                       | Messico                                                                 | 0 – 0                                                                   | Giamaica                                                                | Qual. Mondiali 2014                                                     | -                                                                       | 54’                                                                     |
| 22-3-2013                                                               | Kingston                                                                | Giamaica                                                                | 1 – 1                                                                   | Panama                                                                  | Qual. Mondiali 2014                                                     | -                                                                       | 65’                                                                     |
| 26-3-2013                                                               | San José                                                                | Costa Rica                                                              | 2 – 0                                                                   | Giamaica                                                                | Qual. Mondiali 2014                                                     | -                                                                       | 61’                                                                     |
| 7-6-2013                                                                | Kingston                                                                | Giamaica                                                                | 1 – 2                                                                   | Stati Uniti                                                             | Qual. Mondiali 2014                                                     | -                                                                       | 68’                                                                     |
| 11-6-2013                                                               | Tegucigalpa                                                             | Honduras                                                                | 2 – 0                                                                   | Giamaica                                                                | Qual. Mondiali 2014                                                     | -                                                                       | 61’                                                                     |
| 11-10-2013                                                              | Kansas City                                                             | Stati Uniti                                                             | 2 – 0                                                                   | Giamaica                                                                | Qual. Mondiali 2014                                                     | -                                                                       | 73’                                                                     |
| 15-10-2013                                                              | Kingston                                                                | Giamaica                                                                | 2 – 2                                                                   | Honduras                                                                | Qual. Mondiali 2014                                                     | -                                                                       | 59’                                                                     |
| Totale                                                                  |                                                                         | Presenze                                                                | 7                                                                       |                                                                         | Reti                                                                    | 0                                                                       |                                                                         |